# 上海灘

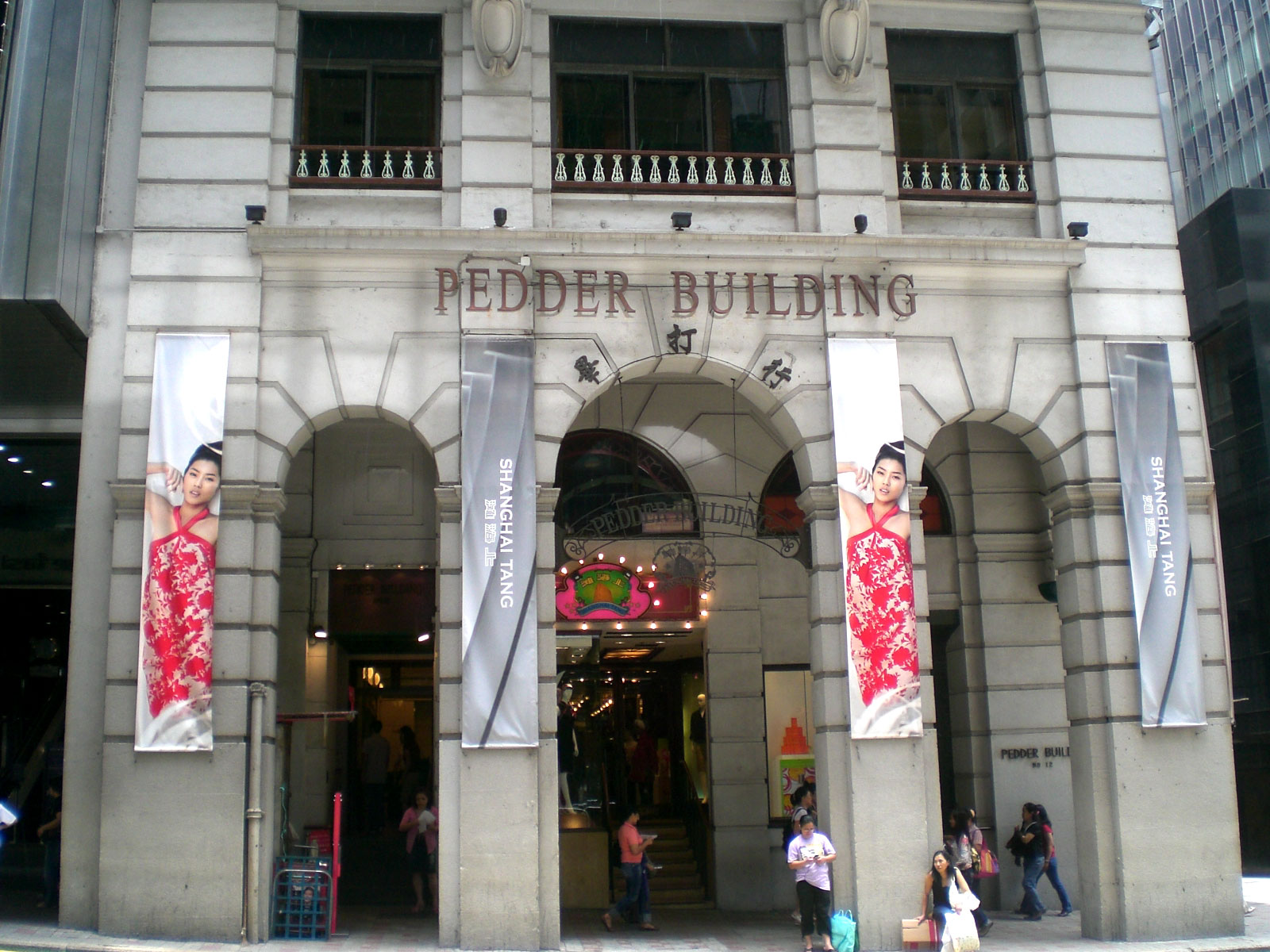
上海灘の旗艦店（香港）

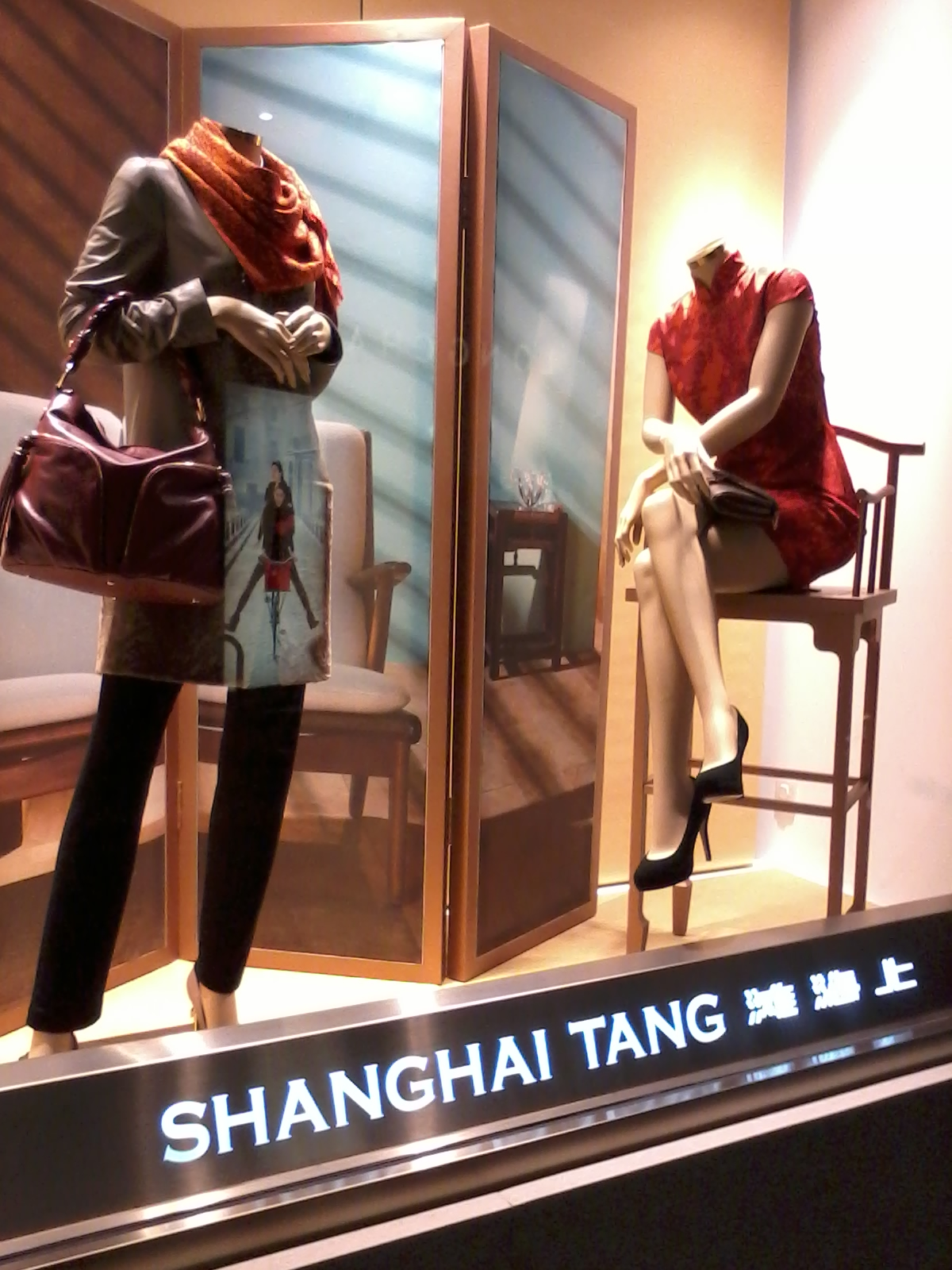
上海灘のブティック（香港）

上海灘（Shanghai Tang、シャンハイタン）は、香港を拠点とするファッション、インテリアブランド。

## 概要

### 設立
1994年に香港の実業家であるデヴィッド・タンが設立した。1930年代の上海租界をイメージした服、バッグなどの小物類からインテリア、香水まで様々な商品を展開し、世界的な人気を博す。

### リシュモングループ
現在はスイスに拠点を置く、カルティエなどの高級ブランドを中心としたブランドコングロマリットであるリシュモングループ傘下に入り、本拠地の香港やブランド名に記された上海以外にも、パリやロンドン、バンコク、ニューヨーク、シンガポール、ジャカルタなど世界各国に店舗を展開している。